# 헬리코박터 윌
헬리코박터 윌은 대한민국의 주식회사 Hy(이하 회사라 함)가 만들어 팔고 있는 농후발효유이다.
특허로 등록된 락토바실러스 파라카제이(Lactobacillus paracasei) HP7(이하 HP7이라 함)가 함유되어 있다. 해당 특허의 등록번호는 10-1823459이다. 대한민국특허청의 등록특허공보에 따르면 HP7은 헬리코박터 파이로리(이하 세균이라 함)에 대한 우수한 항균 활성과 강력한 응집 활성을 가지고 있다. 이는 김치에서 분리된 것으로 세균을 응집하여 위에서 분리시킨다.
그럼에도 불구하고 회사는 위 효능을 적극적으로 홍보하지 않고 있는 바 이는 HP7의 입증된 효능에도 불구하고 이러한 사실이 본 제품의 효능을 직접적으로 보증하는 것은 아니거나 대한민국의 법령에 따라 의료 효능을 식품 광고로 할 수 없기 때문인 것으로 추정된다.